# 군도르
군도르는 하도르 가문의 사람으로, 하도르 로린돌의 삼남이다. 그는 손윗 형제로 글로레델, 갈도르가 있다.
부친과 마찬가지로 다고르 브라골라크 당시 에이셀 시리온에서 교전하다 죽음을 맞았다.